# Elderslie
Elderslie es un poblado del condado de Renfrewshire en el medio-oeste de Escocia. Está situada a medio camino de las cercanas Paisley y Johnstone. 
Se cree que es el lugar de nacimiento de Sir William Wallace (1270-1305), caballero de ascendencia galesa, hijo de Sir Malcolm Wallace of Elderslie, famoso líder escocés en la guerra de independencia contra Inglaterra, antes de ser capturado y decapitado.
- Datos: Q950200
- Multimedia: Elderslie / Q950200